# La forza
Chanson représentant l'Estonie au Concours Eurovision de la chanson
Verona
(2017) Storm
(2019)

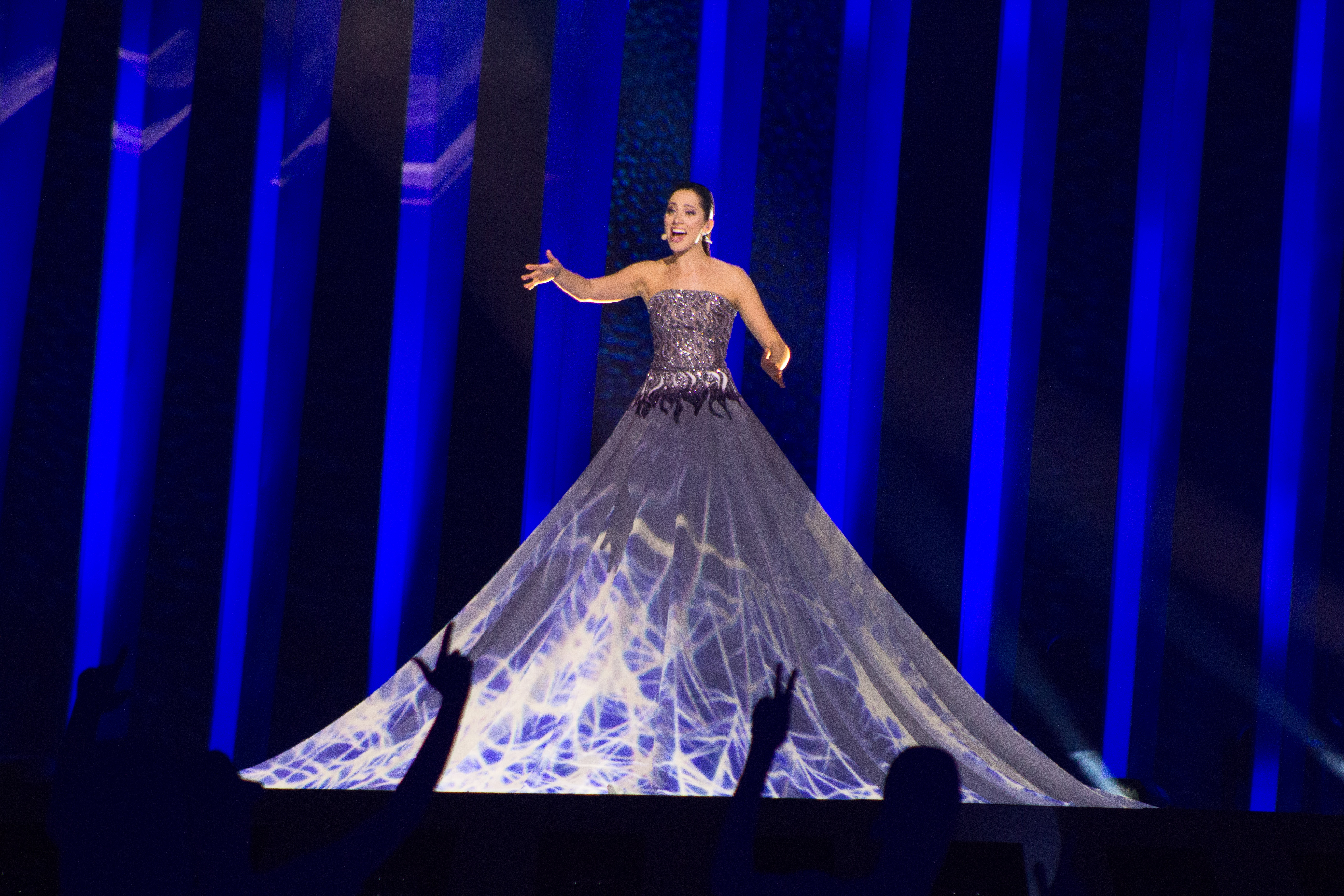
Elina Nechayeva chante "La forza" en 2018.

La forza (italien : La force) est une chanson en italien de la chanteuse estonienne Elina Nechayeva, sortie le 22 janvier 2018 chez Timulliton. Elle fut écrite par la chanteuse même, avec Ksenia Kuchukova, Mihkel Mattisen et Timo Vendt. Mihkel Mattisen avait précédemment écrit la chanson représentant l'Estonie au Concours Eurovision de la chanson 2013, Et uus saaks alguse de Birgit Õigemeel, et Timo Vendt avait fait de même en 2014, avec la chanson Amazing  de Tanja Mihhailova. 
Ayant remporté l'Eesti Laul 2018, cette chanson représente l'Estonie au Concours Eurovision de la chanson 2018, à Lisbonne, lors de la première demi-finale, le 8 mai 2018 et se qualifie, terminant à la cinquième place avec 201 points. Elle participe donc lors de la finale du 12 mai 2018 et termine à la huitième place avec 245 points.